# Eyralpenus abbotti
Eyralpenus abbotti är en fjärilsart som beskrevs av Holland 1892. Eyralpenus abbotti ingår i släktet Eyralpenus och familjen björnspinnare. Inga underarter finns listade i Catalogue of Life.